# Kagoshima
Kagoshima (鹿児島市?, Kagoshima-shi, in passato italianizzata come Cangoscima, AFI: /kanˈɡɔʃʃima/) è una città del Giappone, capoluogo dell'omonima prefettura di Kagoshima.

## Geografia fisica
La città è situata all'estremità sudoccidentale dell'isola di Kyūshū.
Al 1º aprile 2012 aveva 605.609 abitanti, con una densità di 1.110 abitanti per km² su una superficie di 547,07 km². La maggior parte della città è collinare con altezza sul livello del mare che va dai 100 ai 300 metri. La consistenza del terreno è quasi al 100% di origine vulcanica. La città gode di un clima subtropicale con temperature miti (media annuale circa 18 °C).
Il vulcano attivo Sakurajima, situato a 4 km di distanza, dall'altra parte della baia di Kinko, troneggia sulla città di cui è divenuto il simbolo. Ha avuto più di trenta grandi eruzioni nel corso dei secoli, la più recente nel 1914, con la quale congiunse permanentemente l'isola di Kyūshū con l'attuale penisola Ōsumi.
Il vulcano consiste di tre cime: quella nord è alta 1.117 m, quella centrale 1.060 e quella a sud 1.010. È attivo e regolarmente inonda la città con le sue ceneri.
Ricostruita dopo il conflitto della seconda guerra mondiale, Kagoshima ha strade la cui larghezza arriva a circa 50 metri.
Nel luglio del 2019, la città giapponese è stata colpita da piogge torrenziali, a seguito delle quali le autorità nipponiche hanno ordinato l'evacuazione di 600.000 persone.

### Clima
| Kagoshima (1991-2020) Fonte: JMA                     | Mesi        | Mesi        | Mesi        | Mesi        | Mesi        | Mesi        | Mesi        | Mesi        | Mesi        | Mesi        | Mesi        | Mesi        | Stagioni | Stagioni | Stagioni | Stagioni | Anno    |
| Kagoshima (1991-2020) Fonte: JMA                     | Gen         | Feb         | Mar         | Apr         | Mag         | Giu         | Lug         | Ago         | Set         | Ott         | Nov         | Dic         | Inv      | Pri      | Est      | Aut      | Anno    |
| ---------------------------------------------------- | ----------- | ----------- | ----------- | ----------- | ----------- | ----------- | ----------- | ----------- | ----------- | ----------- | ----------- | ----------- | -------- | -------- | -------- | -------- | ------- |
| T. max. media (°C)                                   | 13,1        | 14,6        | 17,5        | 21,8        | 25,5        | 27,5        | 31,9        | 32,7        | 30,2        | 25,8        | 20,6        | 15,3        | 14,3     | 21,6     | 30,7     | 25,5     | 23,0    |
| T. media (°C)                                        | 8,7         | 9,9         | 12,8        | 17,1        | 21,0        | 24,0        | 28,1        | 28,8        | 26,3        | 21,6        | 16,2        | 10,9        | 9,8      | 17,0     | 27,0     | 21,4     | 18,8    |
| T. min. media (°C)                                   | 4,9         | 5,8         | 8,7         | 12,9        | 17,3        | 21,3        | 25,3        | 26,0        | 23,2        | 18,0        | 12,2        | 6,9         | 5,9      | 13,0     | 24,2     | 17,8     | 15,2    |
| T. max. assoluta (°C)                                | 23,9 (1950) | 24,1 (1930) | 27,6 (2009) | 30,2 (2004) | 31,7 (2015) | 34,5 (1985) | 36,6 (2007) | 37,4 (2016) | 35,7 (2009) | 32,4 (2016) | 29,5 (2003) | 24,7 (1992) | 24,7     | 31,7     | 37,4     | 35,7     | 37,4    |
| T. min. assoluta (°C)                                | −5,7 (1927) | −6,7 (1923) | −3,9 (1933) | −1,0 (1916) | 3,9 (1935)  | 9,0 (1939)  | 15,9 (1903) | 16,5 (1968) | 9,3 (1965)  | 2,6 (1970)  | −1,5 (1924) | −5,5 (1893) | −6,7     | −3,9     | 9,0      | −1,5     | −6,7    |
| Giorni di calura (Tmax ≥ 30 °C)                      | 0,0         | 0,0         | 0,0         | 0,0         | 0,6         | 5,1         | 24,4        | 28,3        | 17,9        | 1,7         | 0,0         | 0,0         | 0,0      | 0,6      | 57,8     | 19,6     | 78,0    |
| Giorni di gelo (Tmin ≤ 0 °C)                         | 0,8         | 0,7         | 0,0         | 0,0         | 0,0         | 0,0         | 0,0         | 0,0         | 0,0         | 0,0         | 0,0         | 0,2         | 1,7      | 0,0      | 0,0      | 0,0      | 1,7     |
| Nuvolosità (okta al giorno)                          | 6,3         | 6,3         | 6,5         | 6,6         | 7,3         | 8,6         | 7,3         | 6,6         | 6,7         | 5,6         | 5,6         | 5,9         | 6,2      | 6,8      | 7,5      | 6,0      | 6,6     |
| Precipitazioni (mm)                                  | 78,3        | 112,7       | 161,0       | 194,9       | 205,2       | 570,0       | 365,1       | 224,3       | 222,9       | 104,6       | 102,5       | 93,2        | 284,2    | 561,1    | 1 159,4  | 430,0    | 2 434,7 |
| Giorni di pioggia                                    | 8,5         | 9,1         | 11,9        | 9,9         | 9,4         | 15,7        | 11,6        | 10,9        | 10,2        | 7,1         | 8,1         | 8,1         | 25,7     | 31,2     | 38,2     | 25,4     | 120,5   |
| Nevicate (cm)                                        | 1           | 0           | 0           | 0           | 0           | 0           | 0           | 0           | 0           | 0           | 0           | 1           | 2        | 0        | 0        | 0        | 2       |
| Giorni di neve                                       | 0,3         | 0,1         | 0,0         | 0,0         | 0,0         | 0,0         | 0,0         | 0,0         | 0,0         | 0,0         | 0,0         | 0,1         | 0,5      | 0,0      | 0,0      | 0,0      | 0,5     |
| Giorni di nebbia                                     | 0,0         | 0,1         | 0,1         | 0,0         | 0,1         | 0,2         | 0,0         | 0,0         | 0,0         | 0,0         | 0,0         | 0,1         | 0,2      | 0,2      | 0,2      | 0,0      | 0,6     |
| Umidità relativa media (%)                           | 66          | 65          | 66          | 68          | 71          | 78          | 76          | 74          | 72          | 67          | 68          | 67          | 66       | 68,3     | 76       | 69       | 69,8    |
| Radiazione solare globale media (centesimi di MJ/m²) | 9,0         | 11,4        | 13,8        | 16,8        | 17,7        | 14,1        | 18,2        | 18,7        | 15,8        | 13,6        | 10,4        | 8,7         | 29,1     | 48,3     | 51,0     | 39,8     | 168,2   |
| Ore di soleggiamento mensili                         | 132,6       | 139,3       | 163,2       | 175,6       | 178,2       | 109,3       | 185,5       | 206,9       | 176,4       | 184,0       | 157,7       | 143,2       | 415,1    | 517,0    | 501,7    | 518,1    | 1 951,9 |
| Pressione a 0 metri s.l.m. (hPa)                     | 1 017,3     | 1 016,3     | 1 013,9     | 1 011,2     | 1 008,0     | 1 004,7     | 1 005,0     | 1 004,9     | 1 007,2     | 1 012,2     | 1 016,1     | 1 017,8     | 1 017,1  | 1 011,0  | 1 004,9  | 1 011,8  | 1 011,2 |
| Tensione di vapore (hPa)                             | 7,6         | 8,2         | 10,1        | 13,3        | 17,5        | 23,5        | 28,8        | 29,1        | 24,6        | 17,5        | 12,9        | 9,0         | 8,3      | 13,6     | 27,1     | 18,3     | 16,8    |
| Vento (direzione-m/s)                                | NNW 3,5     | NNW 3,6     | NNW 3,6     | NNW 3,4     | NNW 3,1     | SSE 3,0     | SSE 3,2     | SSE 3,3     | NNE 3,3     | NNW 3,4     | NNW 3,2     | NNW 3,4     | 3,5      | 3,4      | 3,2      | 3,3      | 3,3     |

## Gemellaggi e patti di amicizia
Kagoshima è gemellata con:
- Napoli, dal 3 maggio 1960[4]
- Tsuruoka, dal 7 novembre 1969
- Perth, 23 aprile 1974
- Miami, dal 1º novembre 1990

Inoltre ha rapporti di amicizia con:
- Changsha, dal 30 ottobre 1982